# 六硼化铕
六硼化铕是一种无机化合物，化学式为EuB6。微热下可溶于硝酸，也能溶于15%氢氧化钠溶液。

## 制备
六硼化铕可由Eu2O3和B4C反应得到：
{\displaystyle \mathrm {Eu_{2}O_{3}+3B_{4}C\ {\xrightarrow {1650^{o}C}}\ 2EuB_{6}+3CO\uparrow } }